# Памук, Мелиса Аслы
Мелиса́ Аслы́ Языджи (Паму́к) (тур. Melisa Aslı Pamuk; род. 14 апреля 1991, Харлем) — турецкая актриса и модель. Мисс Турция 2011 года.

## Биография
Мелиса родилась 14 апреля 1991 года в Харлеме, в Нидерландах. В 2011 году она стала «Мисс Турция», после чего получила роль в сериале «Между небом и землёй». Играла в таких сериалах как «Чёрная кошка» и «Ах, Стамбул». Российским зрителям Мелиса известна по роли Айше в сериале «Курт Сеит и Александра». С 2015 по 2017 год Мелиса исполняла роль Асу в сериале «Чёрная любовь» с Бураком Озчивитом и Неслихан Атагюль. Мелиса в совершенстве владеет английским, немецким, турецким, голландским и немного французским языком.
В мае 2024 Мелиса вышла замуж за полузащитника сборной  Турции по футболу Юсуфа Языджи, 29.01.2025 родила сына по имени Милан

## Фильмография
| Год       |   | Русское название              | Оригинальное название | Роль        |
| --------- | - | ----------------------------- | --------------------- | ----------- |
| 2011—2013 | с | Между небом и землёй          | Yer Gök Aşk           | Севда Нарлы |
| 2012      | с | Чёрная кошка                  | Kara Kedi             | Эльмас      |
| 2014      | с | Курт Сеит и Александра        | Kurt Seyit ve Şura    | Айше        |
| 2014      | с | Ах, Стамбул                   | Ulan, Istanbul        | Зейнеп      |
| 2014      | с | Каждая любовь — новая разлука | Her Sevda Bir Veda    | Азаде       |
| 2015—2017 | с | Чёрная любовь                 | Kara Sevda            | Асу         |
| 2018—2019 | с | Столкновение                  | Çarpışma              | Джемре      |
| 2020      | с | Новая Жизнь                   | Yeni Hayat            | Ясемин      |